# Typha angustifolia
La totora, espadaña o  anea (Typha angustifolia), es una planta perenne herbácea del género Typha de la familia Typhaceae.  Esta totora se encuentra en casi todos los continentes, con excepción de Oceanía, en lugares pantanosos. En Norteamérica, es una planta introducida. También se encuentra en algunos humedales de Perú y Chile. Typha angustifolia convive en su rango con Typha latifolia, con la que se hibrida como Typha × glauca (Typha angustifolia × T. latifolia). La espadaña común se encuentra generalmente en aguas menos profundas que la espadaña de hoja estrecha.

## Uso culinario
Varias partes de la planta son comestibles, incluidos durante varias estaciones los brotes latentes en las raíces y las bases de las hojas, el núcleo interno del tallo, las espigas de las flores verdes, el polen maduro y las raíces almidonadas. Se puede preparar de la misma forma que la Typha latifolia. El tallo es comestible, y se llama bồn bồn en Vietnam.

## Descripción botánica
Planta lacustre, de largas hojas lanceoladas, ligeramente triangulares y de tallo que alcanza entre 2 y 3 metros de alto. Sus flores crecen apiñadas en torno a un eje, a manera de cigarros de coloración habano y desmenuzadas dan un plumón o pelusa utilizable en colchonería. Crece en abundancia en los lugares inundados y también en los lagos.

## Antecedentes históricos
En el antiplano, la etnia de los Uros construye pequeños botes a base de totora, con los que navegan en las aguas del Lago Titicaca. Esta planta también fue usada por los antiguos peruanos con fines medicinales, principalmente como cicatrizante de heridas.

## Usos
La totora se emplea como fibra para tejer esteras, petates, canastos y otros usos artesanales. En el lago Titiacaca se le emplea para construir casas flotantes y en Huanchaco para hacer embarcaciones marinas. Se emplean los brotes como alimento, los Uros lo llaman "Chullu", es una de las plantas que tiene alto contenido de yodo. En medicina tradicional se utiliza como diurético, astringente y para aliviar quemaduras. Es buen forraje para el ganado.

## Nombres comunes

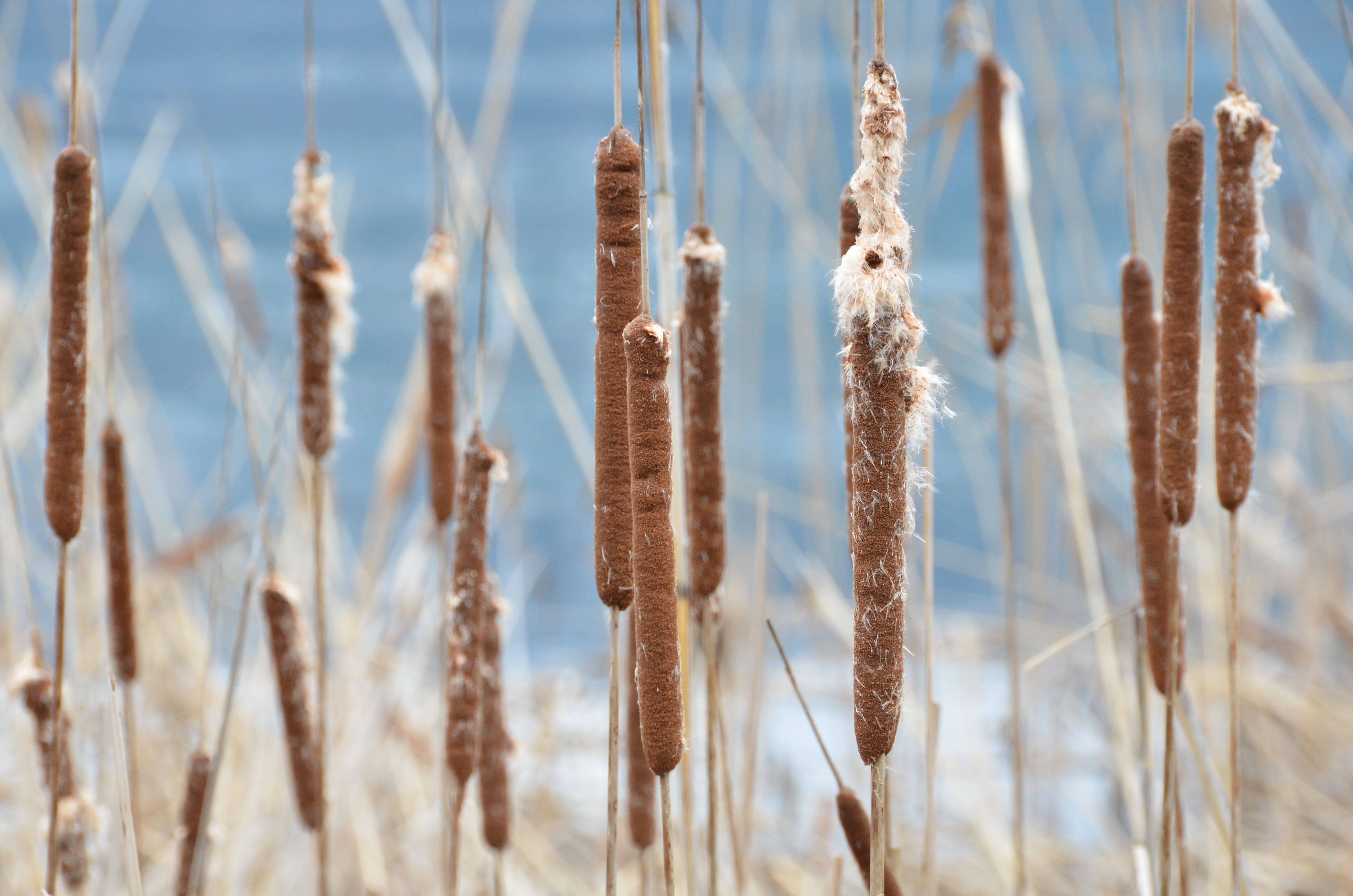
Ejemplares de Typha angustifolia

- Castellano: aenea, albardines, anea, anea basta, aneas, bayón, bayunco, bohordo, bohordos delgados, bohordos enanos, cepotañas, ciscas, cuete, enea, espadaña, espadaña de laguna, espadaña de mazorca, espadaña estrecha, espadaña fina, fuso, juncia, junco, moros, nea, pelusa, puros, sisca, vela de lobo.[6]